# Saint-Symphorien-d'Ozon
Saint-Symphorien-d'Ozon este o comună în departamentul Rhône din sud-estul Franței. În 2009 avea o populație de 5.236 de locuitori.

## Evoluția populației
| An        | 1975  | 1982  | 1990  | 1999  | 2006  | 2009  |
| --------- | ----- | ----- | ----- | ----- | ----- | ----- |
| Populație | 3.537 | 4.850 | 5.167 | 5.063 | 5.198 | 5.236 |